# A Little Help
Pour plus de détails, voir Fiche technique et Distribution.
A Little Help est un film américain écrit et réalisé par Michael J. Weithorn et sorti en 2010.

## Fiche technique
- Titre : A Little Help
- Réalisation : Michael J. Weithorn
- Scénario : Michael J. Weithorn
- Photographie : Tom Harting
- Montage : Joe Gressis
- Musique : Austin Wintory
- Décors : Kelly McGehee
- Costumes : Jenny Gering
- Son : Richard B. Larimore
- Production : Joe Gressis, Dena Hysell
- Société de production : Secret Handshake Entertainment
- Distribution : Freestyle Releasing
- Pays de production :  États-Unis
- Langue : anglais
- Genre : Comédie dramatique
- Dates de sortie :
  - 21 mai 2010 au Festival international du film de Seattle
  - 22 juillet 2011

## Distribution
- Jenna Fischer : Laura
- Chris O'Donnell : Bob
- Kim Coates : Mel Kaminsky
- Lesley Ann Warren : Joan
- Brooke Smith : Kathy Helms
- Rob Benedict : Paul
- Arden Myrin
- Daniel Yelsky
- Jim Florentine
- Joy Suprano

## Autour du film
- Le film fut présenté au Festival international du film de Seattle le 21 mai 2010[1].